# Cletocamptus affinis
Cletocamptus affinis is een eenoogkreeftjessoort uit de familie van de Canthocamptidae. De wetenschappelijke naam van de soort is voor het eerst geldig gepubliceerd in 1957 door Kiefer.